# Samba-raiado
La samba-raiado ou samba de raiado est un ancien sous-genre musical de la samba originaire de Bahia introduit dans la ville de Rio de Janeiro par les « Tias Baianas » au début du XXe siècle. C'était une variante de la samba de roda et elle était toujours accompagnée d'applaudissements et du bruit fort et strident des assiettes de vaisselle grattées avec des couteaux métalliques.